# سرجو گریکو
سرجو گریـِکو (ایتالیایی: Sergio Grieco؛ ‏ ۱۳ ژانویهٔ ۱۹۱۷ – ۳۰ مارس ۱۹۸۲) کارگردان فیلم و فیلم‌نامه‌نویس اهل ایتالیا بود.
از فیلم‌های او می‌توان به مسیر نفرت و آن قطار زرهی لعنتی اشاره کرد.